# 约翰·克里斯蒂安·丹尼尔·冯·施雷贝尔
約翰·克里斯蒂安·丹尼爾·馮·施雷貝爾（德語：Johann Christian Daniel von Schreber，1739年1月17日—1810年12月10日），通常被稱為J·C·D·馮·施雷貝爾（J.C.D. von Schreber），是一名德國博物學家。

## 職業生涯
1769年，施雷貝爾被埃朗根大學任命為本草學教授。
1774年，他開始撰寫一套多卷本的《附有說明的自然界哺乳動物插圖》（Die Säugethiere in Abbildungen nach der Natur mit Beschreibungen）一書，主要介紹世界上的哺乳動物。書中收錄的許多動物都是按照卡爾·林奈的雙名系統首次命名的。從1791年到1810年去世，他擔任德國利奧波第那科學院院長。1787年，他獲選為瑞典皇家科學院院士。1795年4月，他獲選為英國皇家學會院士。他獲得許多榮譽，包括帝國伯爵的職位。
施雷貝爾也寫了昆蟲學的著作，特別是《Schreberi Novae Species Insectorvm》。他的標本館藏品自1813年起保存在慕尼黑植物研究所。

## 所命名的分類
（列表可能不完整）
- 30个约翰·克里斯蒂安·丹尼尔·冯·施雷贝尔命名的生物分类